# Niderviller
Niderviller là một xã trong vùng Grand Est, thuộc tỉnh Moselle, quận Sarrebourg, tổng Sarrebourg. Tọa độ địa lý của xã là 48° 42' vĩ độ bắc, 07° 06' kinh độ đông. Niderviller nằm trên độ cao trung bình là 300 mét trên mực nước biển, có điểm thấp nhất là 257 mét và điểm cao nhất là 364 mét. Xã có diện tích 10,75 km², dân số vào thời điểm 1999 là 1069 người; mật độ dân số là 99 người/km². Niderviller nằm khoảng 5 km về phía đông nam của Sarrebourg, thuộc Pháp từ năm 1661.

## Thông tin nhân khẩu
| 1962 | 1968 | 1975  | 1982  | 1990  | 1999  |
| ---- | ---- | ----- | ----- | ----- | ----- |
| 881  | 898  | 1.010 | 1.140 | 1.072 | 1.069 |